# An Ideal for Living
An Ideal for Living este EP-ul de debut lansat de Joy Division în 1978, la puțin timp după ce trupa tocmai își schimbase numele din Warsaw. 
Toate cântecele au fost înregistrate la studiourile Pennine Sound, Oldham la data de 14 decembrie 1977. Toate piesele au fost reeditate pe compilația Substance lansată în 1988. 

## Tracklist
1. "Warsaw" (2:26)
2. "No Love Lost" (3:42)
3. "Leaders of Men" (2:34)
4. "Failures" (3:44)

- Toate cântecele au fost scrise de Joy Division.